# Syllepte secta
Syllepte secta là một loài bướm đêm trong họ Crambidae.